# 小山由美
小山 由美（こやま ゆみ、Yumi Koyama）は、日本のオペラ歌手（メゾソプラノ）。二期会会員。

## 来歴
兵庫県神戸市出身。フェリス女学院中学校・高等学校、東京藝術大学卒業。同大学院修了。渡独後、シュトゥットガルト音楽大学にて学ぶ。畑中良輔、長野羊奈子、岳藤豪希、L.フィッシャー、J.コックス、A .レイノルス、J.ロイブル、G.ヴィシネフスカヤに師事。現在、ドイツに在住。

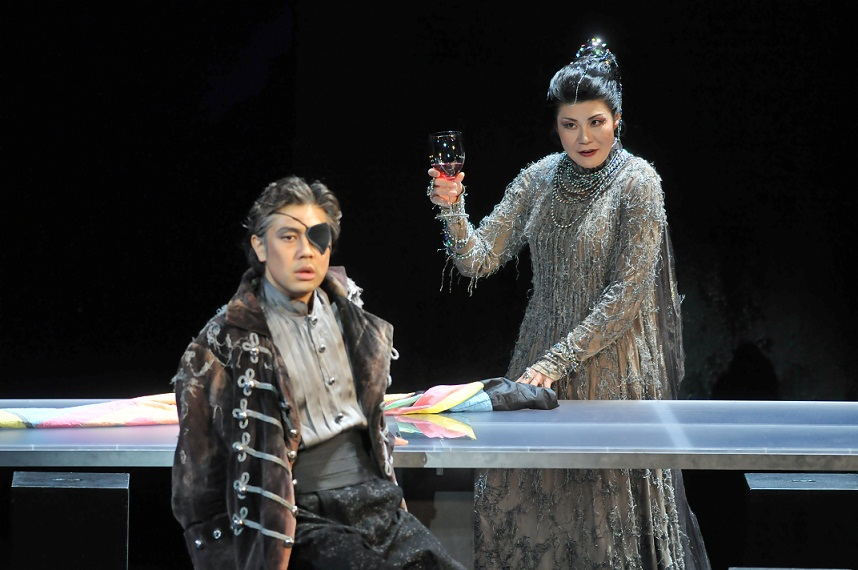
2008年2月「ワルキューレ」フリッカ役（東京文化会館）

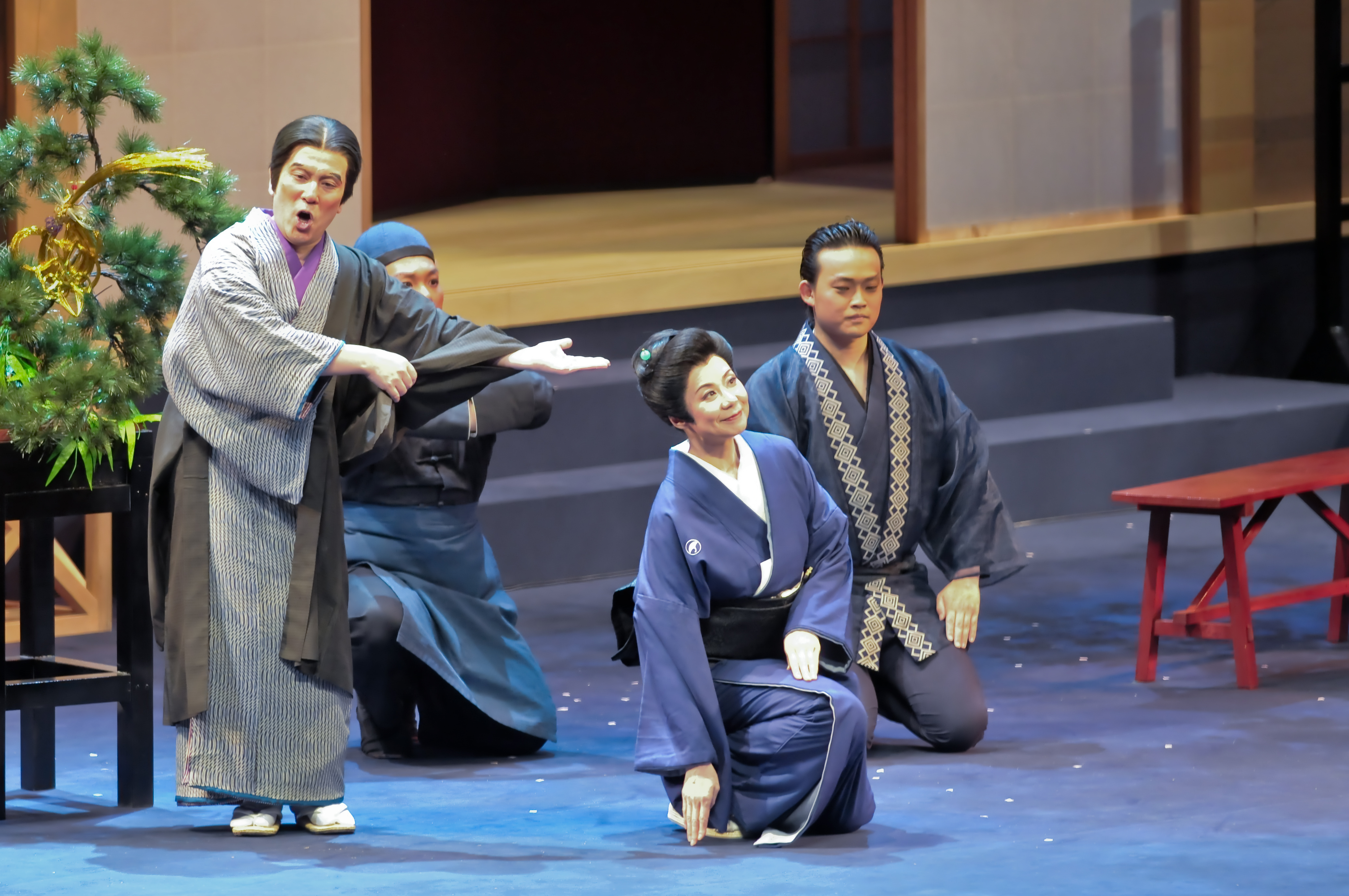
2008年3月「蝶々夫人」スズキ役（兵庫県立芸術文化センター）

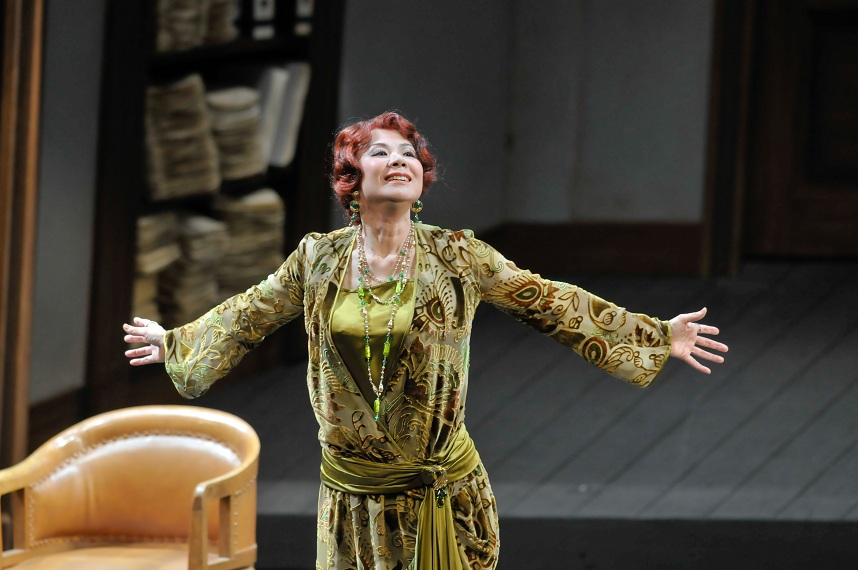
2008年11月「マクロプロス家の事」エミリア・マルティ役（日生劇場）

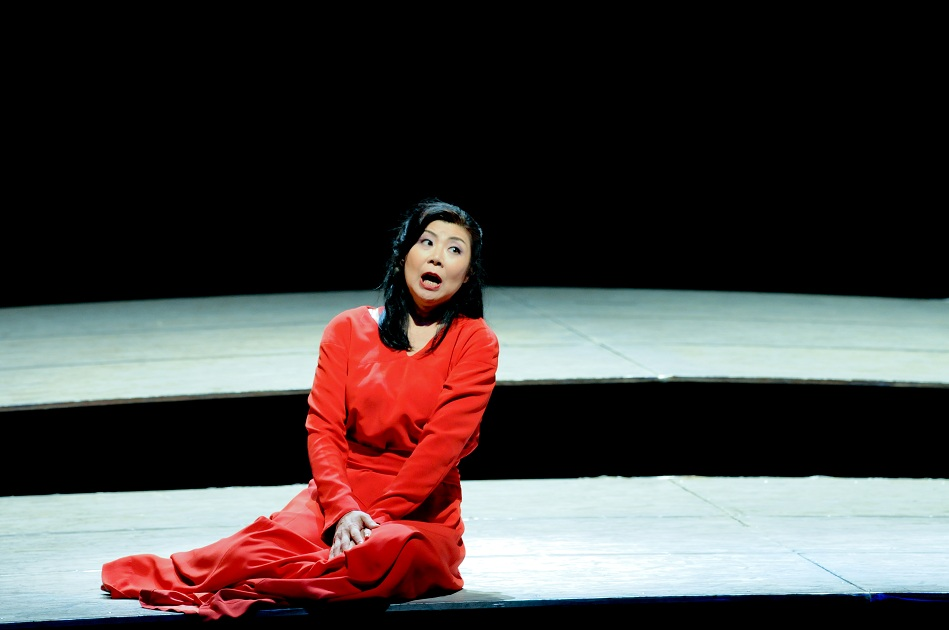
2010年10月トリスタンとイゾルデ」イゾルデ役（びわ湖ホール）

## 人物
低音から高音までの全ての音域において伸びやかで深みのある声、知的で洞察力に満ちた解釈と表現力が高く評価され、日本を代表する国際的なメゾソプラノ歌手としての地位を築いてきた。近年日本のオペラ公演にも多く参加しており、つねに強い存在感を示している。現在、国内外の第一線で活躍中。2008年に第4回ロシヤ歌曲賞、2009年に第40回サントリー音楽賞を受賞。

## 公演記録
ヴァイマル「マタイ受難曲」、ケルン「クリスマス・オラトリオ」、ミュンヘン「エリヤ」、ライプツィヒ「レクイエム」等の宗教曲に出演、シュレースヴィヒ＝ホルシュタイン音楽祭では「ドン・カルロ」でエボリ公女を演じ、シュトゥットガルトではヴェルディ「レクイエム」に出演した。
1996年に「ワルキューレ」フリッカで二期会公演デビューを果たす。1997年に新国立劇場開場記念公演「ローエングリン」オルトルート役で出演、力強い歌唱を絶賛され、1998年ヤナーチェク「イェヌーファ」、1999年の二期会公演「タンホイザー」ヴェーヌス役等で、瞬く間に国内での地位を固めた。
2000年に新国立劇場、二期会共催公演「サロメ」ヘロディアスに出演後、ローマ歌劇場でのジュゼッペ・シノーポリ指揮「ワルキューレ」ロスヴァイセでバイロイト音楽祭に初出場。その後、日本人として初めてバイロイト音楽祭5年間連続出演の金字塔を打ち立てた。
2000年9月にはシャルル・デュトワ指揮NHK交響楽団定期演奏会ロッシーニ「スターバト・マーテル」に出演、表情豊かな歌唱が高く評価された。続く12月にも再びN響に招かれ、準・メルクル指揮「第九」公演に出演するなど、コンサートの分野でも第一人者としての評価を確立した。
その他の代表的な役として「ルル」（日本初演）ゲシュビッツ伯爵令嬢、「蝶々夫人」スズキ、「カルメン」タイトルロール、「パルジファル」クンドリ、「トリスタンとイゾルデ」イゾルデなど。
2008年に新国立劇場「サロメ」、二期会「ワルキューレ」、兵庫県立芸術文化センター「蝶々夫人」、びわ湖ホール「サロメ」。
2009年はミューザ川崎シンフォニーホール「千人の交響曲」、津田ホール「二期会ゴールデンコンサート 私の密かに愛する名曲」、東京オペラシティコンサートホール「レクイエム」（世界初演）フランツ・ヨッヘン・ヘルフェルト作曲、びわ湖ホール「ルル」、12月には第九（サントリーホール・オーチャードホール・すみだトリフォニーホールなど）、神奈川県民ホール「ファンタスティック・ガラコンサート2009」などに出演した。
また2010年4月5日には、サントリーホール「サントリー音楽賞受賞コンサート」が行われ、その演奏に関して「恵まれた声 無限の神秘」（朝日新聞2010年4月14日付）と評された。 7月には新日本フィルハーモニー交響楽団「テ・デウム（ブルックナー）」、8月には第九（東京シティ・フィル）、10月には、びわ湖ホール「トリスタンとイゾルデ」などに出演し、ソプラノでも大変な難曲であるイゾルデを演じたことについて、「本来メゾであることを逆手にとって、もっとも必要な中音域で声の力にも表現の幅にも卓越し、同時に高音でも無理のない歌唱を行いつつ、気品と風格と気丈夫さを兼ね備えた魅力的なキャラクターを演じて全体の要となった」（音楽の友2010年12月1日発行）と評された。また海外では3月にシュトゥットガルトにて「レクイエム（ヴェルディ)」、6月にオーストリア・ヴェルスで開催されたWels Wagner Festival 2010にて「ローエングリン」にオルトルートで出演し、大きな賛辞を浴びた。
2011年は、沼尻竜介指揮　ヴェルディ作曲　オペラ歌劇「アイーダ」アムネリス役（3月5日びわ湖ホール、大阪フィルハーモニー交響楽団第448回定期演奏会　アレクサンダー・リープライヒ指揮　プロコフィエフ作曲 カンタータ「アレクサンドル・ネフスキー」（5月19・20日ザ・シンフォニーホール）、東京都交響楽団、大野和士指揮　ブラームス「アルト・ラプソディー」およびベートーヴェン「第9」（12月24日東京文化会館）。
2012年に入ると、広島交響楽団第316回定期演奏会　沼尻竜介指揮　コンサート形式「タンホイザー」 ヴェーヌス役（2月24日）、京都市交響楽団　ワーグナー作曲　歌劇「タンホイザー」　ヴェーヌス役（3月10日びわ湖ホール）および　神奈川フィルハーモニー管弦楽団　同　（3月25日神奈川県民ホール）、世界アマチュアオーケストラフェスティバル in静岡　松尾葉子指揮　マーラー作曲「交響曲2番 復活」（8月19日清水文化会館（マリナート））、スーパー・コーラス・トーキョー特別講演　東京都交響楽団　E.インバル指揮　マーラー作曲「嘆きの歌」（10月3日東京文化会館）、日生劇場開場50周年記念公演　下野竜也指揮　読売日本交響楽団　A・ライマン作曲　オペラ「 メデア」 ゴラ役（11月9日・11日日生劇場）、第9特別演奏会 東京シティ・フィルハーモニック管弦楽団　飯守泰次郎指揮　ベートーベン「第9」（12月28日東京文化会館）
2013年は、9月には二期会ワーグナー作曲「ワルキューレ」（神奈川県民ホール・びわ湖ホール）、11月 日生劇場開場50周年記念公演《特別公演》オペラ「リア」（日本初演）など多数の演奏会が開催された他、6月にはフォンテックからCD『憧れを知る者のみが～ロシア歌曲集』（FOCD-9593）がリリースされ、ロシア歌曲のスペシャリストとしての力量を示した。
2014年に入ると、9月に佐藤正浩指揮、ヴェルディ作曲　オペラ歌劇「ドン・カルロス」（コンサート形式）のエボリ公女役　管弦楽ザ・オペラ・バンド（東京芸術劇場）
10月には、ミハイル・プレトニョフ指揮 スクリャービン作曲 交響曲第1番 ホ長調op.26など　ピアノチョ・ソンジン　テノール福井敬　合唱 新国立劇場合唱団（サントリーホール） 
2015年には、6月に読売日本交響楽団第549回定期演奏会 ユーリ・テミルカーノフ指揮　マーラー作曲 交響曲第3番ニ短調（サントリーホール）、同月 文京シビックホール15周年記念公演 ユーリ・テミルカーノフ指揮　スクリャービン作曲交響曲1番 読売日本交響楽団、8月、広島市被爆70周年記念事業 平和の夕べコンサート 第2部 大野和士指揮 ベートーヴェン作曲交響曲第9番ほか 広島交響楽団（上野学園ホール）、9月、山手ゲーテ座サロンコンサートVol.305　マックス・ブルッフ作曲（日本初演）と山田耕筰作曲作品集の演奏を行った。この間、ドイツにて プッチーニ作曲オペラ歌劇「蝶々夫人」のスズキ役（リューベックオペラ劇場）で高い評価を得た。
2016年、3月5日のびわ湖ホールプロデュースオペラ ならびに3月20日のオペラ・シリーズ2016（神奈川県民ホール）におけるワーグナー作曲オペラ歌劇「さまよえるオランダ人」（沼尻竜典指揮）のマリー役、5月14日東京シティ・フィルハーモニック管弦楽団第297回定期演奏会（高関健指揮）にてシベリウス作曲交響曲第7番・マーラー作曲「大地の歌」（東京オペラシティコンサートホール）、7月22日 第22回ワンダフルoneアワー小山由美メゾ・ソプラノ・リサイタル「世界のディーヴァと俊英オペラ指揮者による"悪女"百花繚乱」佐藤正浩ピアノ・お話し（Hakuju Hall）
2018年、9月22日 小山由美メゾ・ソプラノ・リサイタル《20世紀の知られざる名曲の濃密なひととき～世界が認めるメゾ・ソプラノが歌う》佐藤正浩ピアノ（Hakuju Hall）※NHK「クラシック倶楽部」で放送
2021年、10月2日  Hakujuの歌曲 #1「ブラームスの愛と死」～ 小山由美 メゾ・ソプラノ 佐藤正浩ピアノ（Hakuju Hall）

## テレビ出演
2006年、2008年、2009年、2010年のNHKニューイヤーオペラコンサートで「カルメン」カルメン、「サムソンとデリラ」デリラ、「カヴァレリア・ルスティカーナ」サントゥッツァ、「ローエングリン」オルトルート、2011年の同コンサートでは喜歌劇「こうもり」オルロフスキー公爵役で出演した。

## 受賞歴
2008年9月には第4回ロシヤ歌曲賞を受賞し、2008年11月には日生劇場開場45周年記念特別公演「マクロプロス家の事」エミリア・マルティを演じた。エミリア・マルティについては、「難役を堂々と演じきった非の打ち所のない歌唱」（『朝日新聞』2008年11月28日付）、「高い歌唱力と強い個性を必要とされる役柄を、声の存在感に妖艶さを（湛えた）好演」（『読売新聞』2008年12月2日付）、「日本人ばなれした大きな表現と共に、難曲の歌唱をこなし、成功に大きく貢献した」（『音楽舞踊新聞』2008年12月11日付）など、各紙から高い評価を受けた。
2009年3月 第40回サントリー音楽賞を受賞。とくに、「マクロプロス家の事」エミリア・マルティの演奏について「日本のオペラ上演史上に特筆される業績」と高い評価を受けたことなどが受賞理由とされ、声楽家の受賞は20年ぶりとなった。